# George P. Wilbur
George Peter Wilbur (6. března 1941 – 1. února 2023) byl americký herec a profesionální kaskadér.

## Životopis
George se hodně proslavil ve filmech Halloween 4 (1988) a Halloween 6 (1995), kde hrál známého masového vraha Michaela Myerse. Stal se tedy prvním hercem v sérii Halloween, kde hrál Michaela Myerse více než jedenkrát. Další z herců, kteří se role Michaela ujali více než jednou je Tyler Mane, který jej ztvárnil v hororovém remaku Halloween (2007) režiséra Roba Zombieho a následně také v Halloweenu II z roku 2009 téhož režiséra. Kaskadérem je George už více než 40 let, kdy svých schopností využil ve více než stech filmech a seriálech. Poprvé zakročil v projektu Johna Wayna v roce 1966. Je členem Hollywoodské Kaskadérské Síně Slávy.
Objevil se také v hororu Noční můra v Elm Street 5: Dítě snu režiséra Stephena Hopkinse. V 10. řadě seriálu Griffinovi mu byla přidělena role Toma Tuckera.